# San Diego Padres
San Diego Padres – drużyna baseballowa grająca w zachodniej dywizji National League (MLB), ma siedzibę w San Diego w stanie Kalifornia.

## Historia

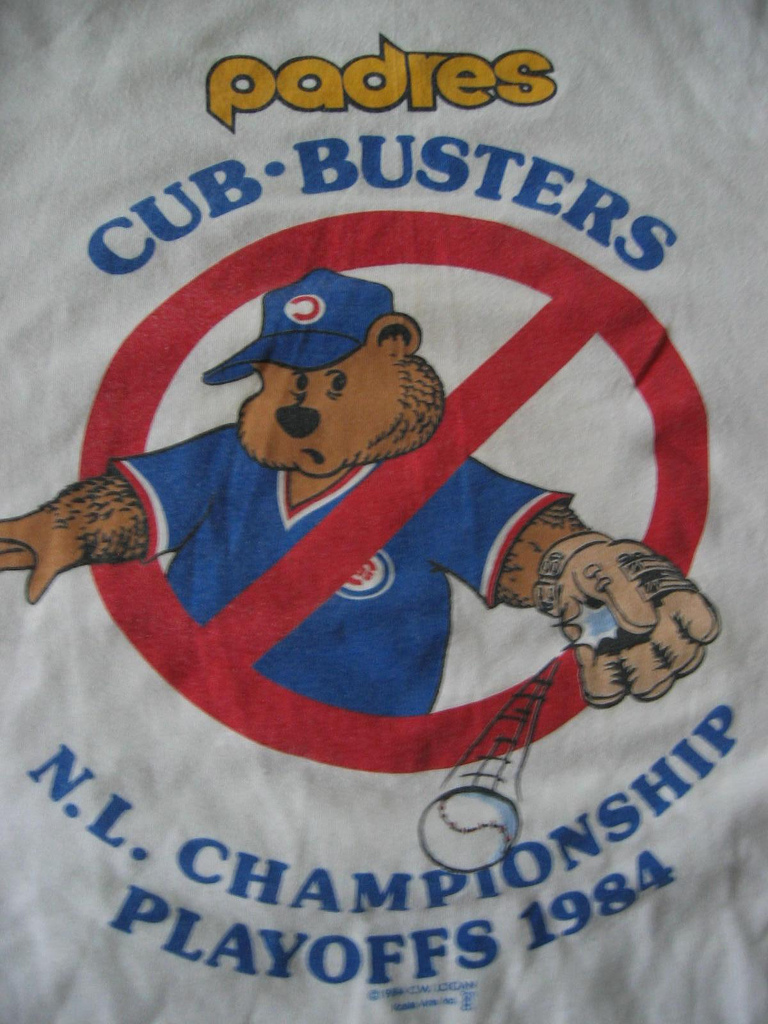
Koszulki noszone przez kibiców San Diego Padres podczas National League Championship Series w 1984 roku, w których przeciwnikiem był zespół Chicago Cubs.

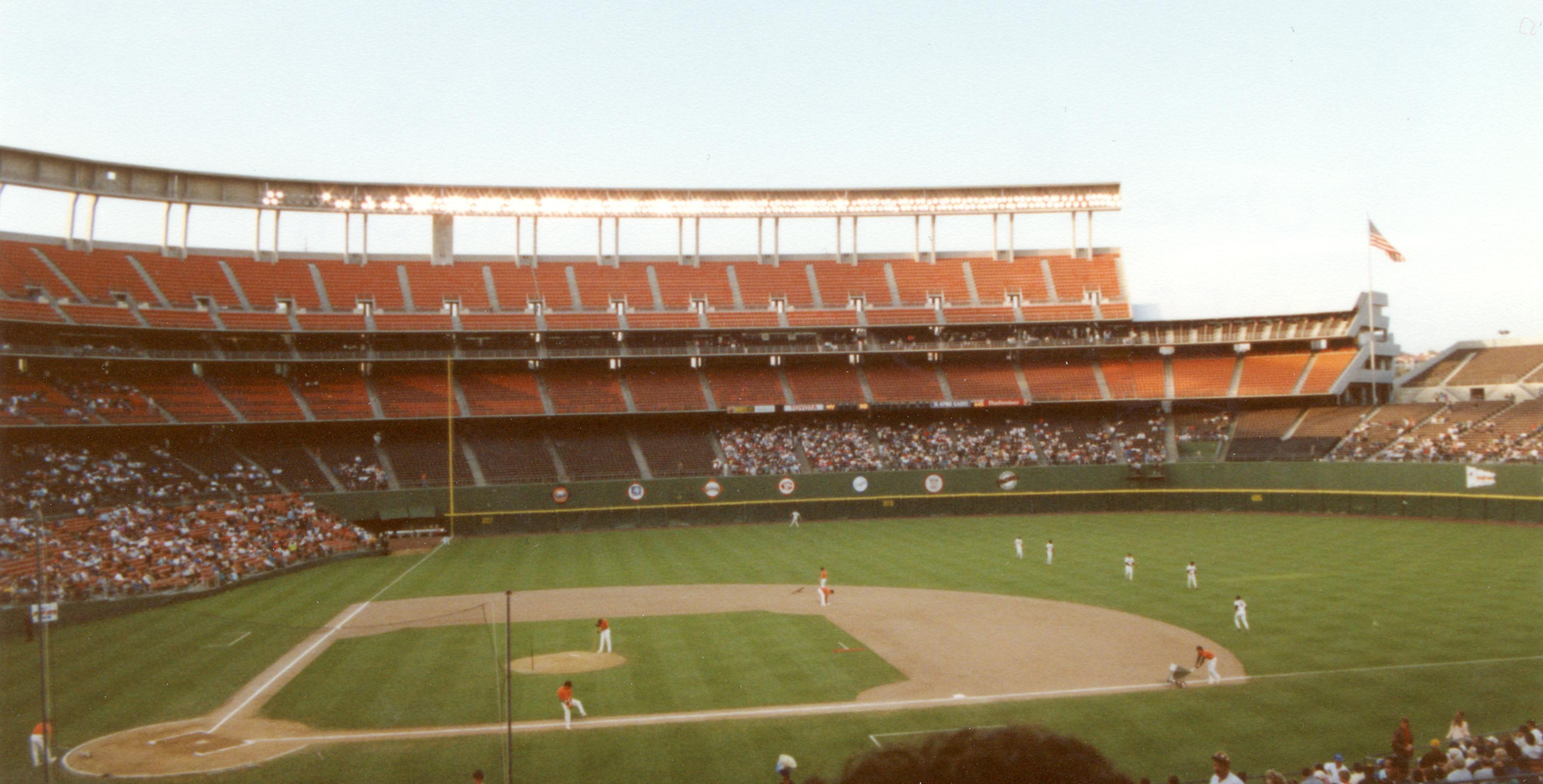
Jack Murphy Stadium w 1990 roku.

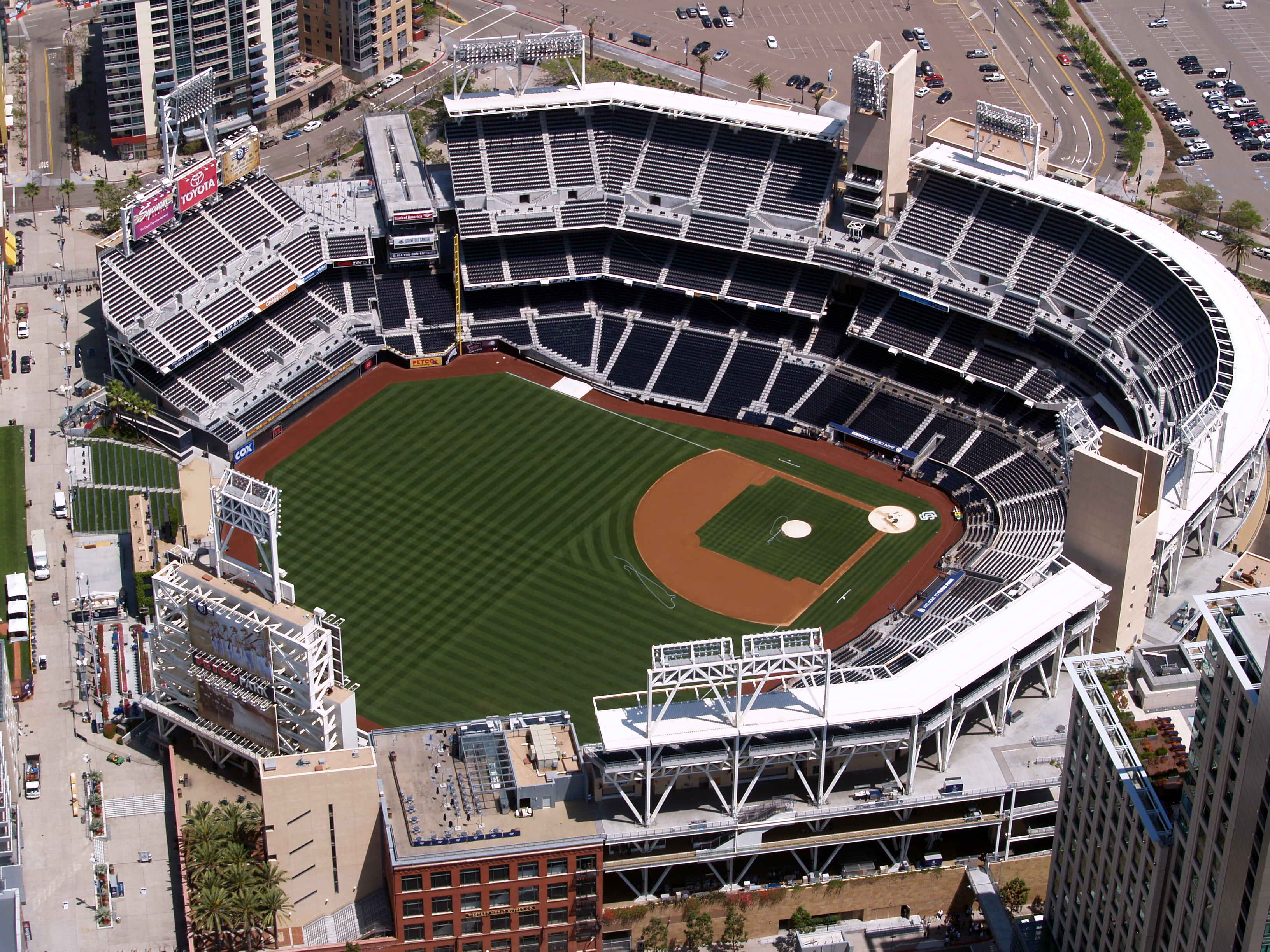
Petco Park.

Klub założono w 1969 i był jednym z czterech zespołów, które wówczas przystąpiły do Major League Baseball. Pierwszy mecz w MLB zespół rozegrał 8 kwietnia 1969 na San Diego Stadium; przeciwnikiem Padres był Houston Astros, a spotkanie obejrzało 23 370 widzów. W 1984 po zwycięstwie w National League Championship Series z Chicago Cubs, Padres uzyskali awans do World Series, w których ulegli Detroit Tigers 1–4.
W sezonie 1998 Padres osiągnęli najlepszy bilans zwycięstw i porażek w historii klubu (98–64) i po wyeliminowaniu Houston Astros w National League Division Series oraz Atlanta Braves w Championship Series, przegrali w World Series z New York Yankees w czterech meczach. Od 2004 roku zespół rozgrywa swoje mecze na Petco Park, mogącym pomieścić 42 500 widzów.

## Sukcesy
| Tytuł                               | Liczba | Rok                          |
| ----------------------------------- | ------ | ---------------------------- |
| World Series                        | –      | –                            |
| National League Championship Series | 2      | 1984, 1998                   |
| National League West Division       | 5      | 1984, 1996, 1998, 2005, 2006 |

## Zastrzeżone numery

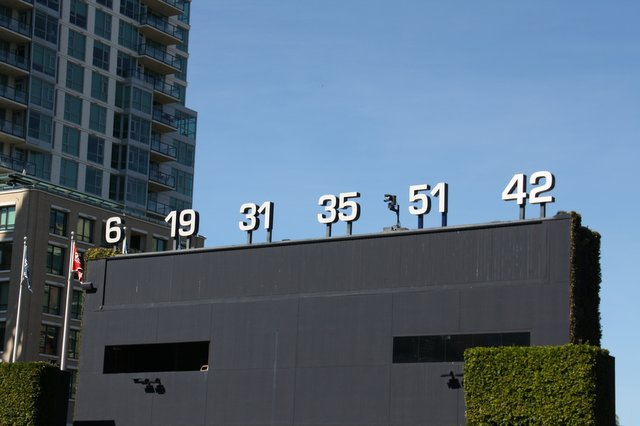
Zastrzeżone numery na Petco Park.

Od 1997 numer 42 zastrzeżony jest przez całą ligę ku pamięci Jackie Robinsona, który jako pierwszy Afroamerykanin przełamał bariery rasowe w Major League Baseball.
- 6 – Steve Garvey (1B, 1983–1987)
- 19 – Tony Gwynn (RF, 1982–2001)
- 31 – Dave Winfield (RF, 1973–1980)
- 35 – Randy Jones (P, 1973–1980)
- 51 – Trevor Hoffman (P, 1993–2008)
- 42 – Jackie Robinson (MLB)